# Quitexe
Quitexe – miasto w Angoli, w prowincji Uíge.